# Stokes-Verschiebung

Vereinfachte Darstellung der Stokes-Verschiebung im Spektrum

Die Stokes-Verschiebung (englisch Stokes shift) – auch Stokessche Regel oder Stokessches Gesetz genannt – ist die Verschiebung der Wellenlänge bzw. der Frequenz von Licht (elektromagnetischer Strahlung) zwischen Absorption und Emission. Sie tritt beispielsweise bei der Fluoreszenz und dem Raman-Effekt auf.

## Entdeckung
Der Name Stokes-Verschiebung geht auf den irischen Mathematiker und Physiker Sir George Gabriel Stokes zurück. Dieser erkannte 1852 die Gesetzmäßigkeit, dass das von fluoreszierenden Stoffen wieder emittierte Licht eine größere Wellenlänge hat als das zuvor absorbierte Licht. Bei Stoffen, die durch auftreffendes Licht fluoreszieren, ist das wieder ausgestrahlte Licht demnach stets längerwellig.

## Beschreibung
Bei dem von Stokes durchgeführten Experiment lässt sich die Verschiebung durch zwei Effekte beschreiben. Elektronen befinden sich nach der Absorption bzw. Emission nur selten im vibronischen Grundzustand des elektronisch angeregten Zustands bzw. des elektronischen Grundzustands, wodurch es zu einer nichtstrahlenden Relaxation in den jeweiligen vibronischen Grundzustand kommt. Der in den meisten Fällen stärkere Effekt ist jedoch die Lösungsmittelrelaxation.
Fluoreszierende Farbstoffe werden im Allgemeinen als Dipole betrachtet. Das nicht angeregte System liegt meist in einem Gleichgewicht vor. Dadurch ist der elektronische Grundzustand energetisch bevorzugt. Nach der Absorption befindet sich das System nicht mehr im Gleichgewicht, da sich der Dipol des Farbstoffs geändert hat. Sobald sich das System wieder im Gleichgewicht befindet, ist der elektronisch angeregte Zustand bevorzugt, sein Energieniveau liegt folglich tiefer als zuvor, das des elektronischen Grundzustands jedoch höher. Dadurch ist die Energiedifferenz zwischen den Zuständen im angeregten System kleiner als im nicht angeregten, sodass bei der Emission weniger Energie abgegeben wird als bei der Absorption aufgenommen wurde.
In manchen Fällen kann es abweichend von dieser grundsätzlichen Regel auch vorkommen, dass das wieder emittierte Licht in seiner Wellenlänge nicht verändert wurde. In diesen Fällen spricht man vom Auftreten einer Resonanzfluoreszenz.
Im Falle von Laserübergängen spricht man für den Quotienten aus der Energiedifferenz zwischen oberem und unterem Laserniveau und Anregungs- und Grundzustand auch analog von der Stokes-Effizienz eines Lasers. In diesem Fall entspricht dies dem Quantendefekt, bzw. dem Quotienten aus Pumpwellenlänge und Laserwellenlänge des verwendeten Lasers.

## Mathematische Beschreibung
Die Stokes-Verschiebung ist die Differenz der Energie zwischen ein- und ausgehenden Photonen:
{\displaystyle {\begin{aligned}\Delta E_{\mathrm {photon} }&=E_{\mathrm {out} }-E_{\mathrm {in} }\\&=h\left(\nu _{\mathrm {out} }-\nu _{\mathrm {in} }\right)\\&=hc\left({\frac {1}{\lambda _{\mathrm {out} }}}-{\frac {1}{\lambda _{\mathrm {in} }}}\right)\end{aligned}}}
{\displaystyle \nu } … Frequenz
h … Planck-Konstante
c … Lichtgeschwindigkeit
{\displaystyle \lambda } … Wellenlänge
Wenn pro Molekül nur ein Photon absorbiert wird, ist die Wellenlänge der ausgehenden Photonen größer (die Energie also geringer) als die der eingehenden. Die vom absorbierenden Teilchen aufgenommene Energie wird in Wärme- bzw. Schwingungsenergie umgewandelt.
Im optischen Wellenlängenbereich wird die Stokes-Verschiebung oft als Differenz der Wellenlängen angegeben, in Einheiten von Nanometer oder als Wellenzahl in Einheiten von cm−1:
{\displaystyle \lambda _{s}=\left|\lambda _{\mathrm {out} }-\lambda _{\mathrm {in} }\right|.}

## Anti-Stokes-Verschiebung
Wird bei der Emission des Photons hingegen eine im Material bereits vorhandene Anregung (in Festkörpern z. B. ein Phonon) vernichtet, so spricht man von Anti-Stokes-Verschiebung. Hierbei ist die Wellenlänge der ausgehenden Photonen kürzer als die der einfallenden. Dies wird beispielsweise bei der nichtlinearen Raman-Spektroskopie in Form der kohärenten Anti-Stokes-Raman-Streuung (engl. coherent anti-Stokes Raman scattering, CARS) zur Materialuntersuchung ausgenutzt.